# Meridiastra atyphoida
Meridiastra atyphoida är en sjöstjärneart som först beskrevs av Hubert Lyman Clark 1916.  Meridiastra atyphoida ingår i släktet Meridiastra och familjen Asterinidae. Inga underarter finns listade i Catalogue of Life.